# 身辺警護 (テレビドラマ)
『身辺警護』（しんぺんけいご）は、1998年から2003年まで日本テレビ系「火曜サスペンス劇場」で放送された刑事ドラマシリーズ。全12回。主演は勝野洋。

## 登場人物

### 警視庁刑事部捜査一課特殊犯捜査係（身辺警護班）
望月四郎
演 - 勝野洋
特殊犯捜査係長・身辺警護班長。階級は警視。警護対象者の全てを知る事で、任務に隙を作らないという考えで警護に当たる。
立花直美
演 - 涼風真世（第9作 - 第12作）
階級は警部。望月とは過去に杉並の幼児誘拐事件を一緒に担当した事もあり、以前から面識がある。第9作の警護対象者の木島美那子をかつて逮捕した経緯から、自ら志願という形で望月班に加入する。
岩本大作
演 - 阿藤快（第11作・第12作）

西村直也
演 - 尾美としのり（第2作 - 第12作）
階級は警部補。警護対象者に張り付く事で互いのプライバシーと、守れて当然という職務が性に合わないと感じ、一係へと転属願いを出していたり、担当をはずれる事を試みるも、望月の説得により現在に至る。
結城良介
演 - 山下徹大（第11作・第12作）
吉野
演 - 白石義人（第8作 - 第12作）

### 元身辺警護班のメンバー
桂木健介
演 - 渡辺裕之（第2作 - 第8作）
階級は警部。愛知県蒲郡市出身。既婚で、妻・由紀と息子がいる。母を生まれてすぐに亡くし、交番勤務だった父によって育てられるも、10歳の頃に父が強盗犯に刺されて殉職。以降、親戚によって育てられるも、両親を早くに亡くした影響もあって、札付きの不良だった時期がある。第3作の警護対象者である新藤貴子は、中学時代（蒲郡一中）の恩師である。
松井弓子
演 - 畠山明子（第1作 - 第10作）
階級は警部補。東京都墨田区生まれ（生年は昭和44年）。合気道東東京大会準優勝の経歴を持つ。望月にあこがれていて、彼のような人物を結婚の理想の相手とする。過去に杉並西署に在籍したことがある。
本田太郎
演 - 小西博之（第1作）
階級は警部。
内藤洋介
演 - 勝村政信（第1作）
階級は警部補。独身。
相川ます美
演 - 久保田磨希（第5作）
階級は巡査部長。入院中の松井に代わって任務に就く。
本城孝史
演 - 萩原流行（第8作）
階級は警部。別班の警護員。負傷した桂木に代わり、補充要員として任務に就く。

### 警視庁刑事部捜査一課
田所浩一
演 - 大林丈史（第1作 - 第10作）
捜査一課長。着任当初に、望月を特殊犯捜査のエースとして、推した人物。
野田浩三
演 - 北村総一朗（第11作・第12作）
捜査一課長。異動した田所課長の後任。

### ゲスト
第1作「「マルタイの女」はスーパー売り上げ金強盗殺人のただ一人の目撃者」（1998年）
- 前川（渋谷西警察署 刑事） - 清水敏孝
- 熊倉（和弘の保護司） - 梅津栄
- 涼子の元同僚 - 沼尻敬子
- アパート大家 - 島田果枝
- 矢野勝男（和弘の兄・8年前死亡） - 田中正彦
- 矢野和弘（仮出所中の男） - 塩屋俊
- ラーメン屋店主 - 斉藤暁
- 川田（スーパー「光進ストア」社長） - 奥野匡
- 涼子の元上司 - 金尾哲夫
- 沢口幹夫（渋谷西警察署 刑事） - 北村総一朗
- 中原涼子（ブティック「アルーン」経営者） - 伊藤蘭
- 北川勝博、荻原紀

第2作「「マルタイの女」は5年前殺人容疑者の男を無罪にした敏腕弁護士」（1998年）
- 柳沢弘美（印刷会社OL・5年前投身自殺） - 落合るみ
- 門倉哲夫（5年前の殺人事件の容疑者） - 奥田崇
- 矢崎裕二（弘美の元婚約者） - 小瀬川理太
- 香山正美（志乃の秘書） - 田中雅子
- 戸山勝男（たちばな共生組合 理事） - 黒部進
- 刑事（弘美の取調べ担当） - 清水敏孝
- 花田八重（志乃と同じ舞踊教室の生徒） - 沼尻敬子
- 柳沢厳夫（弘美の父） - 山本學
- 神崎志乃（弁護士） - とよた真帆

第3作「マルタイの教育評論家の女は昔、ひまわり先生と呼ばれた中学教師」（1999年）
- 坂上恵一（良一の父・22年前転落死） - 宮本充
- 坂上（良一の母） - 要田禎子
- 病院職員 - 沼尻敬子
- 杉並西警察署 刑事課員（弓子の後輩） - 清水敏孝
- 坂上良一（22年前の貴子の教え子・桂木の中学の同級生） - 新井康弘
- 松下洋一（ホテル支配人） - 早川純一
- 刑事 - 坂西良太、石原辰己、岸祐二
- 森本慎二（蒲郡警察署 元刑事） - 山田吾一
- 桂木由紀（桂木健介の妻） - 藤本喜久子
- 貴子のパーティーの主催者 - 桑原一人
- 貴子の娘 - 野田法子（写真）
- 新藤貴子（教育評論家・元中学校教師） - 香山美子
- 工藤明子、谷口香、小沢寿美恵、小川信行、下林山守、城野みさ

第4作「男の執念 マルタイはペンが凶器のジャーナリスト 愛を引き裂いた悲しみの旋律」（1999年）
- 吉川公平（刑事） - 秋野太作
- 桑田芳江（信也と哲夫の母） - 長内美那子
- 桑田信也（商務省財理局総務課 課長代理・4か月前投身自殺） - 永野典勝
- 桑田哲夫（信也の弟・大学生） - 奈村駿平
- 沢井正彦（ジャーナリスト） - 名高達男
- 中島（刑事課長） - 山口嘉三
- 小峰ユカ（電車で信也に痴漢されたと騒いだ女） - 藤本佳七
- 野村美穂 - 佐藤多恵子
- 山岡（元暴力団員） - 秋間登
- 主婦（沢井の隣家の住人） - 沼尻敬子
- 駅員 - 清水敏孝
- 橋口良一（橋口土建 社長） - 久保新二
- 三島真知子（ヴァイオリニスト・信也の元婚約者） - 千堂あきほ
- たうみあきこ、金子由之、篠田薫

第5作「骨つぼを持って真実を探し回る女、供述調書から消えた白い手袋の謎」（2000年）
- 国枝篤（5年前の目撃者） - 平井真軌
- 小山修（そば屋店員） - 白井圭太
- 定食屋女将（幸子の知人） - 沼尻敬子
- 千葉（科学捜査研究所 研究員） - 小谷野啓
- 鑑識 - 石田博英
- 海老沢哲也（区議会議員・牧野の友人） - 長門裕之
- 川西（刑事） - 冨家規政
- 牧野直行（町工場経営者・5年前殺人容疑で逮捕されその後獄中自殺） - 小林尚臣
- 刑事 - 坂西良太
- 添田（弁護士） - 奥野匡
- 安本フク（安本の妻） - 松浪志保
- クラブの店員 - 桐生康詩
- 安本寛太郎（金融業者・5年前絞殺） - 相馬剛三（ノンクレジット）
- 村越謙三（岩倉商事 総務部長・大森中央警察署 元警部補） - 黒沢年男
- 牧野幸子（牧野の娘） - 渡辺梓
- 寺内よりえ、千本松喜兵衛、金房求

第6作「谷川岳の岩場で宙吊りの男が転落死！緊急避難に守られた女の誤算」（2000年）
- 貴原照子（周一の妻） - 岡本舞
- 貴原周一（丸菱商事 経理部長・婿養子・1か月前死亡） - 加納竜
- 安永慶三（周一の弟） - 岸本祐二
- 石川由紀（純子の妹・2年前死亡） - 山辺有紀
- 旅館の女将 - 大塚良重
- 梅本（群馬県沼田東警察署 刑事） - 吉田晃太郎
- バーのマスター（野上の知人） - 真名古敬二
- 野上義孝（丸菱商事 係長・周一の部下） - 松村雄基
- 画廊「神宮苑」オーナー - 内田稔
- 純子の同僚（「主婦とくらし社」編集者） - 沼尻敬子
- 的場スミコ（「主婦とくらし社」編集長） - 姉崎公美
- 山岳サークルの会長 - 武藤与志則
- 小関（医師） - 佐々木功
- 矢代（群馬県沼田東警察署 刑事） - なべおさみ
- 安永雄二（周一の弟） - 天宮良
- 石川純子（「主婦とくらし社」カメラマン） - 石野真子

第7作「底から出た白骨死体は夫？10年間待ち続けてた女の完全犯罪」（2001年）
- 遠藤郁夫（商社勤務・代議士の元私設秘書） - 中村梅雀
- 戸川文彦（服飾メーカーの2代目社長・美佐子の夫・3年前失踪） - 並樹史朗
- 志村圭介（新聞記者・和也の兄） - 高川裕也
- 加山タキ（家政婦） - 杉山とく子
- 志村和也（1か月前に戸川家に侵入し殺害された強盗） - 近藤裕之
- 戸川裕二（文彦の異母弟） - ひかる一平
- 佐竹（西世田谷警察署 刑事） - 磯部勉
- 今井（西世田谷警察署 刑事） - 崎山凛
- 管理人 - 山本清
- 美佐子の知人 - 沼尻敬子、野平ゆき
- 戸川美佐子（フラワーアーティスト・カルチャーセンター講師） - 宮崎美子
- 兎本有紀、坂西良太、藤生聖子

第8作「花嫁の父が22口径の銃で狙撃された－殺人現場からの警察無線は鬼検事への悪魔の誘い」（2001年）
- 坂崎雅代（クッキングスクール講師・坂崎の妻） - 酒井和歌子
- 古屋（西小金井警察署 刑事） - 真名古敬二
- 渡部淳次（渡部の弟） - なべやかん
- 仲人夫妻 - 山口嘉三、寺内よりえ
- 小野沢康明（達也の父） - 荻島真一
- 久松（刑事） - 斉藤暁
- 倉持孝昭（カメラマン・宏美の婚約者） - 倉田てつを
- 渡部淳一（先頃医療刑務所で病死） - 永倉大輔
- 小野沢達也（医師・4年前死亡） - 津田英佑
- 結婚式場スタッフ - 沼尻敬子
- 佳恵 - 菊地裕子
- 坂崎宏美（出版社勤務・坂崎と雅代の娘） - 中山忍
- 坂崎洋介（東京地検 検事） - 竜雷太

第9作「女神湖に沈められた20キロの鉛 誤認逮捕の女性警護官が暴く美容室経営者の歪んだウソ」（2001年）
- 野口幸子（美容師・美那子の妹） - 愛川裕子
- 浜口（弁護士） - 中丸新将
- 木島恵子（美那子の娘・美容学校生徒） - 小田部麻美
- 南（山手警察署 係長） - 山上賢治
- 木島昌也（美那子の夫） - 本田博太郎
- 脇坂孝史（美那子の元運転手・故人） - 岸端正浩
- 内藤昭夫（脇坂の兄弟分・ガンマニア） - 大西耕治
- 高田澄江（税理士・美那子の従妹） - 小林かおり
- 児玉千晶（美容師） - 沼尻敬子
- 裁判長 - 瀬下和久
- 鮫島（諏訪警察署 刑事） - 大森うたえもん
- 青木医院 婦長 - 東山明美
- 木島美那子（美容サロンオーナー） - 沢田亜矢子

第10作「刑事の拳銃が奪われ人質の女が撃たれた！9年前の石巻強盗殺人が暴く妻の肌のぬくもり」（2002年）
- 日下昌平（身辺警護班員） - 丸岡奨詞
- 北見礼次（9年前強盗殺人で服役し先日仮釈放） - 丹波義隆
- 南部（宮城県警石巻警察署 刑事） - 野仲功
- 坂東敏夫（食品工場班長） - 秋間登
- 寺島孝史（9年前の北見の共犯・故人） - 桐生康詩
- 人質妻 - 沼尻敬子
- 人質息子 - 紺野紘矢
- 一ノ瀬真希（ホステス・寺島の恋人） - 菅原あき
- 柴田（刑事） - 山本修
- 江口啓一郎（商社マン・元宮城県警石巻警察署 刑事） - 益岡徹
- 江口響子（江口の妻・石巻漁港 元職員） - かとうかずこ
- やなせさとる、中島マリ、鵜澤秀行、奏谷ひろみ

第11作「娘を転落死させた男には鉄壁のアリバイが－青酸毒入りコーヒーを飲んだ男が見た微笑の女」（2002年）
- 鷲尾恒夫（大学生） - 内浦純一
- 鷲尾千賀子（恒夫の母） - 高林由紀子
- 鷲尾邦夫（自動車部品メーカー創業者・恒夫の祖父） - 水谷貞雄
- 室井（南向島署 刑事） - 山上賢治
- 倉田（南向島署 刑事） - 蟹江一平
- 園山秀一（恒夫の元仲間） - 進藤健太郎
- 塚本良二 - 小沢日出晴
- 寺田聡（津島の友人） - 小林尚臣
- 丸山茂樹（津島の友人） - 佐藤正文
- 津島裕一（町工場経営者） - 大和田伸也
- 津島美保（津島と信江の娘・半年前転落死） - 嶋田奏子
- 八百屋店員 - 沼尻敬子
- 上原紀子（OL） - 落合るみ
- 津島信江（津島の妻） - いしだあゆみ
- 五辻真吾、戸井田稔、羽柴誠

第12作「殺人罪で服役した女の心を濡らした11年前の白日夢－心臓病の娘を抱く男が隠す赤いお守り」（2003年）
- 根岸孝（運転手） - 森下哲夫
- 桑山（刑事） - 立川三貴
- 亀山（松本中央高等学校 教師） - 野村昇史
- 大川香織（大川と早苗の娘・5歳） - 笹田かりん（子役）
- 大川早苗（大川の妻） - 山下容莉枝
- 恩田正一（松本ホテルオーナー・恭子の保護司） - 中原丈雄
- 遠山文彦（恭子の元夫） - 金田明夫
- 宮永健治（大川の会社の元経理課員） - 春海四方
- 保育士 - 沼尻敬子
- 佐野（刑事） - 佐野元哉
- 中町恭子（清掃作業員・以前強盗殺人で逮捕） - 金久美子
- 大川真一（運送会社社長） - 宅麻伸
- 醍醐貢正、北村昌子、遊佐ナオ子

## スタッフ
- 企画 - 長富忠裕（第1作 - 第3作）、酒井浩至（第4作 - 第12作）
- 脚本 - 奥村俊雄（第1作 - 第3作・第7作・第11作）、西村孝史（第4作）、中原悦子（第5作・第6作・第8作・第12作）、峯尾基三（第9作・第10作）
- 音楽 - 川村栄二（第1作 - 第9作・第11作・第12作）、大谷幸（第10作）
- 監督 - 山本厚（第1作 - 第3作・第5作・第6作・第8作・第9作・第11作・第12作）、木下亮（第4作）、南部英夫（第7作）、吉本潤（第10作）
- ナレーション - 牛山茂
- 撮影 - 木村隆治（第1作・第2作）、会田正裕（第3作）、小松原茂（第4作・第5作）
- 照明 - 村澤浩一（第1作）、目時威邦（第2作 - 第5作・第8作）
- 録音 - 金子義男（第1作）、菊地新平（第2作・第3作）、内田誠（第4作・第8作）、谷古隆（第5作）
- 調整 - 手島康裕（第1作 - 第4作）、千葉研（第8作）
- 効果 - 内倉巌（第1作 - 第4作・第8作）
- VTR編集 - 板橋昭夫（第1作 - 第4作）
- MA - 内藤真臣（第1作 - 第4作）
- 美術 - 大橋雅俊（第1作 - 第4作）、池田護（第1作）
- スタイリスト - 谷口みゆき（第2作）、井口しょう子（第3作）、前澤尚子（第4作）
- 衣裳 - 中川知（第1作）、東京衣裳（第2作 - 第4作）
- 化粧 - 吉田晴美（第1作 - 第4作）
- スクリプター - 奥平治美（第1作・第2作）、井上かずえ（第3作）、長谷川幸子（第4作・第8作）
- 助監督 - 宮崎暁夫（第1作）、石川久（第1作 - 第2作）、李鳳宇（第1作 - 第2作）、佐藤陸夫（第2作 - 第4作）
- 法律監修 - 鈴木利廣（第1作）、古閑孝法律事務所（第2作）
- バイオリン指導 - 櫻井志保（第4作）
- 技術協力 - テレトップ（第1作 - 第4作）、オーエイギャザリング（第3作）
- スチール - 勝村勲（第1作・第3作・第4作）
- 広報担当 - 河村良子（第1作・第4作）、高橋修之（第3作）
- 番組デスク - 古谷理枝（第1作・第3作・第4作）
- 車輌 - 大福輸送（第1作・第3作）、マックス（第4作）
- 制作担当 - 山本利雄（第1作）、今村勝範（第3作・第4作）
- 制作主任 - 金井光則（第4作）
- 美術協力 - 新日本法規出版（第2作）、ブリヂストンスポーツ（第2作）、日本光電（第3作）、アルプス電気（第4作）、共立出版（第4作）、ポプラ社（第4作）
- 撮影協力
  - 第3作 - ホテルフロラシオン青山、関西ペイント、教育出版、岡崎市経済部観光課、蒲郡市産業振興部観光課、蒲郡市観光協会
  - 第4作 - セントマーガレット病院、厚生中央病院、関西ペイント
- プロデューサー - 服部比佐夫（第1作 - 第12作）、宮城二郎（千里 / 第1作 - 第12作）
- 製作・著作 - 千里

## 放送日程
| 話数 | 放送日         | サブタイトル                                                                        | 脚本     | 監督     | 視聴率 |
| ---- | -------------- | ----------------------------------------------------------------------------------- | -------- | -------- | ------ |
| 1    | 1998年04月14日 | 「マルタイの女」はスーパー売り上げ金強盗殺人のただ一人の目撃者                      | 奥村俊雄 | 山本厚   | 17.3%  |
| 2    | 10月20日       | 「マルタイの女」は5年前殺人容疑者の男を無罪にした敏腕弁護士                         | 奥村俊雄 | 山本厚   | 17.7%  |
| 3    | 1999年05月18日 | マルタイの教育評論家の女は昔、ひまわり先生と呼ばれた中学教師                        | 奥村俊雄 | 山本厚   | 15.5%  |
| 4    | 11月02日       | 男の執念 マルタイはペンが凶器のジャーナリスト 愛を引き裂いた悲しみの旋律            | 西村孝史 | 木下亮   | 16.9%  |
| 5    | 2000年05月09日 | 骨つぼを持って真実を探し回る女、供述調書から消えた白い手袋の謎                      | 中原悦子 | 山本厚   | 17.4%  |
| 6    | 11月14日       | 谷川岳の岩場で宙吊りの男が転落死！緊急避難に守られた女の誤算                        | 中原悦子 | 山本厚   | 18.6%  |
| 7    | 2001年04月17日 | 底から出た白骨死体は夫？10年間待ち続けてた女の完全犯罪                              | 奥村俊雄 | 南部英夫 | 15.3%  |
| 8    | 8月14日        | 花嫁の父が22口径の銃で狙撃された－ 殺人現場からの警察無線は鬼検事への悪魔の誘い     | 峯尾基三 | 山本厚   | 15.1%  |
| 9    | 12月11日       | 女神湖に沈められた20キロの鉛 誤認逮捕の女性警護官が暴く美容室経営者の歪んだウソ     | 峯尾基三 | 山本厚   | 17.1%  |
| 10   | 2002年05月28日 | 刑事の拳銃が奪われ人質の女が撃たれた！ 9年前の石巻強盗殺人が暴く妻の肌のぬくもり    | 峯尾基三 | 吉本潤   | 16.3%  |
| 11   | 9月03日        | 娘を転落死させた男には鉄壁のアリバイが－ 青酸毒入りコーヒーを飲んだ男が見た微笑の女 | 奥村俊雄 | 山本厚   | 16.4%  |
| 12   | 2003年08月19日 | 殺人罪で服役した女の心を濡らした11年前の白日夢 心臓病の娘を抱く男が隠す赤いお守り   | 中原悦子 | 山本厚   | 14.6%  |

- 視聴率はビデオリサーチ調べ、関東地区・世帯

## 備考
- 毎回異なる役柄で、沼尻敬子・清水敏孝（第4作まで）が出演していた。